# رافاييل هيرنانديز
رافائيل باتيستا هيرنانديز، المعروف أيضا باسم فيلو (ولد في 24 أكتوبر 1936 في لاس بالماس، إسبانيا) هو لاعب كرة قدم إسباني معتزل.
أمضى مسيرته في مركز خط الوسط. لعب لنادي لاس بالماس،  وريال مدريد وإشبيلية.

## وصلات خارجية
- رافاييل هيرنانديز على موقع عالم كرة القدم.نت (الإنجليزية)